# Папанін (Гомельський район)
Папанін (біл. Папанін) — селище в Руднемаримоновській сільській раді Гомельської області Республіки Білорусь. 

## Географія

### Розташування
На сході межує із лісом. 31 км на південний захід від Гомеля.

## Транспортна мережа
Транспортні зв'язки степовою дорогою, потім автомобільною дорогою Михальки — Калинковичі — Гомель. Планування складається з прямолінійної вулиці, яка орієнтована з південного сходу на північний захід і забудована двосторонньо, дерев'яними будинками садибного типу.

## СРСР

### Розкуркулення
Засноване як літнє селище в період столипінських реформ шляхом викупу земель селянами Рудня-Маримонова, за допомогою банківських кредитів. У 1920-1930 роки, у період розкуркулювання, масове переселення куркулів з Рудня-Маримонова у Заскар (початкова назва селища Папанін). 1932 року жителі вступили до колгоспу.

### Німецько-радянська війна
Під час німецько-радянської війни 8 мешканців загинули на фронті.

### Повоєнні роки
У 1959 році у складі радгоспу імені Некрасова (центр — село Рудня-Маримонова).

## Населення

### Чисельність
- 2004 — 36 господарств, 61 мешканець.